# NBA All-Star Game 1951
L'NBA All-Star Game 1951, svoltosi a Boston, vide la vittoria finale della Eastern Division sulla Western Division per 111 a 94.
Ed Macauley, dei Boston Celtics, fu nominato MVP della partita.

## Squadre

### Western Division
| Western Division |                |                        |
| Ruolo            | Giocatore      | Squadra                |
| C                | Alex Groza     | Indianapolis Olympians |
| AG/C             | Jim Pollard    | Minneapolis Lakers     |
| C                | George Mikan   | Minneapolis Lakers     |
| P                | Bob Davies     | Rochester Royals       |
| G                | Ralph Beard    | Indianapolis Olympians |
| AP               | Dike Eddleman  | Tri-Cities Blackhawks  |
| AG/C             | Vern Mikkelsen | Minneapolis Lakers     |
| AG/C             | Larry Foust    | Fort Wayne Pistons     |
| G                | Frankie Brian  | Tri-Cities Blackhawks  |
| AP               | Fred Schaus    | Fort Wayne Pistons     |
| All.             | John Kundla    | Minneapolis Lakers     |

### Eastern Division
| Eastern Division |                |                       |
| Ruolo            | Giocatore      | Squadra               |
| AP               | Joe Fulks      | Philadelphia Warriors |
| AG/C             | Dolph Schayes  | Syracuse Nationals    |
| AG/C             | Ed Macauley    | Boston Celtics        |
| P                | Bob Cousy      | Boston Celtics        |
| G                | Andy Phillip   | Philadelphia Warriors |
| AP               | Paul Arizin    | Philadelphia Warriors |
| AP               | Vince Boryla   | New York Knicks       |
| AG/C             | Harry Gallatin | New York Knicks       |
| AG/C             | Red Rocha      | Baltimore Bullets     |
| G                | Dick McGuire   | New York Knicks       |
| All.             | Joe Lapchick   | New York Knicks       |